# Colubraria jordani
Colubraria jordani is een slakkensoort uit de familie van de Colubrariidae. De wetenschappelijke naam van de soort is voor het eerst geldig gepubliceerd in 1938 door Strong.